# Onegasee

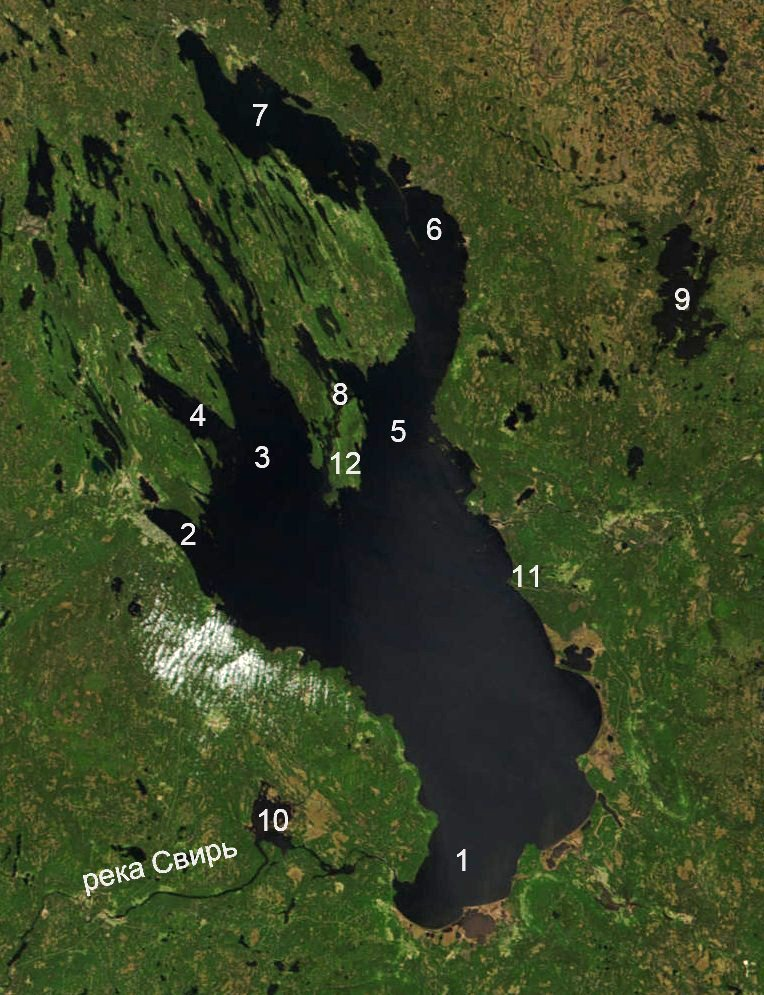
Satellitenbild des Onegasees

Der Onegasee (russisch Онежское озеро, Oneschskoje osero, karelisch Oniegu, wepsisch Änine oder Änižjärv, finnisch Ääninen oder Äänisjärvi) ist nach dem Ladogasee der zweitgrößte See in Europa. Er befindet sich in Nordwestrussland, größtenteils in der Republik Karelien.

## Fläche, Tiefe, Inseln, UNESCO-Weltkulturerbe
Seine Fläche beträgt 9720 km² (die Flächenangaben variieren allerdings je nach Quelle zwischen 9616 und 9950 km²), er ist 250 km lang und 91,6 km breit. 
Während seine Oberfläche auf einer Höhe von 33 m liegt, beträgt seine maximale Tiefe 127 m. Im See befinden sich zahlreiche Inseln, darunter die Insel Kischi mit ihren berühmten, als UNESCO-Welterbe anerkannten Kirchen.
Der See ist erdgeschichtlich sehr jung. Er entstand, wie fast alle Seen im nördlichen Europa, durch die ausschürfende Tätigkeit des eiszeitlichen Inlandeises. Erst am Ende der jüngsten Eiszeit – der Weichseleiszeit vor etwa 11.000 Jahren – füllte sich das ausgeschürfte Seebecken beim Rückschmelzen der Eismassen mit Wasser.

## Abfluss, Schiffsverkehr
Sein einziger Abfluss, der kurze Fluss Swir, verbindet ihn mit dem Ladogasee und weiter über die Newa und Sankt Petersburg mit der Ostsee. 
Über Kanäle und Flüsse, wie zum Beispiel den Weißmeer-Ostsee-Kanal oder den teils durch den See verlaufenden Wolga-Ostsee-Kanal, ist der Onegasee mit dem Weißen Meer, über die Wolga mit dem Kaspischen Meer und über den Wolga-Don-Kanal auch mit dem Schwarzen Meer verbunden. Ähnlich wie der Ladogasee mit dem Ladogakanal wird hierbei auch der Onegasee durch einen schiffbaren Kanal, den 1852 fertiggestellten Onegakanal, umgangen, der zwischen der Mündung der Wytegra und dem Abfluss des Swir parallel zum Seeufer verläuft. Anders als der Ladogakanal wird der Onegakanal heute allerdings nicht mehr vom regulären Schiffsverkehr befahren.

## Wasserkraftwerke
Der Wasserspiegel des Sees wird durch zwei Wasserkraftwerke gesteuert: Nischneswirskaja (Untere Swir) und Werchneswirskaja (Obere Swir). Das erste wurde von 1927 bis 1938 gebaut und hat eine Spitzenleistung von 99 MW, der Bau des zweiten begann 1938, ruhte bis 1947 und wurde schließlich 1952 fertiggestellt. Es hat eine elektrische Leistung von 160 MW. Das Reservoir, das fast genau dem Onegasee entspricht, hat ein Volumen von ca. 260 km³ (diese Angabe variiert je nach Quelle zwischen 260 und 292 km³). Der See wurde nur um 0,5 m zusätzlich aufgestaut, d. h. das zusätzliche Aufstauvolumen beträgt bis zu ca. 9950 km² × 0,5 m = 4,975 km³. (Daneben findet man hierzu auch Angaben von 13,76 und 17,50 km³.)
Bereits in der Jungsteinzeit war das Ufer des Onegasees besiedelt. Wirtschaftliche Bedeutung erlangte im 18. Jahrhundert der Abbau von Eisenerz. Die durch Waldreichtum begünstigte Zellstoffindustrie stellt bis heute ein ökologisches Problem für den See dar.

## Städte
Größte Stadt am Onegasee ist Petrosawodsk (russ. Петрозаводск, karelisch und finnisch Petroskoi, schwedisch Petroskoj oder alt Onegaborg), die Hauptstadt der Republik Karelien; außerdem liegen Kondopoga und Medweschjegorsk an seinem Ufer.